# Antonio Fernández
Antonio Fernández Fernández, född 12 juni 1991, är en spansk bågskytt. Han deltog vid olympiska sommarspelen 2016.